# Плезант-Веллі (переписна місцевість, Нью-Йорк)
Плезант-Веллі (англ. Pleasant Valley) — переписна місцевість (CDP) в США, в окрузі Дачесс штату Нью-Йорк. Населення — 1603 особи (2020).

## Географія
Плезант-Веллі розташований за координатами 41°44′47″ пн. ш. 73°49′35″ зх. д. / 41.74639° пн. ш. 73.82639° зх. д. (41.746266, -73.826294).  За даними Бюро перепису населення США в 2010 році переписна місцевість мала площу 2,48 км², з яких 2,42 км² — суходіл та 0,06 км² — водойми.

## Демографія
Згідно з переписом 2010 року, у переписній місцевості мешкало 1145 осіб у 518 домогосподарствах у складі 308 родин. Густота населення становила 461 особа/км².  Було 578 помешкань (233/км²).
Расовий склад населення:
| - 94,0 % — білих - 2,5 % — чорних або афроамериканців - 1,0 % — азіатів - 0,1 % — корінних американців |

До двох чи більше рас належало 1,7 %. Частка іспаномовних становила 3,8 % від усіх жителів.
За віковим діапазоном населення розподілялося таким чином: 18,1 % — особи молодші 18 років, 64,5 % — особи у віці 18—64 років, 17,4 % — особи у віці 65 років та старші. Медіана віку мешканця становила 44,0 року. На 100 осіб жіночої статі у переписній місцевості припадало 90,2 чоловіків;  на 100 жінок у віці від 18 років та старших — 85,4 чоловіків також старших 18 років.
Середній дохід на одне домашнє господарство  становив 69 048 доларів США (медіана — 64 423), а середній дохід на одну сім'ю — 82 666 доларів (медіана — 83 571). За межею бідності перебувало 7,8 % осіб, у тому числі 2,5 % дітей у віці до 18 років та 11,6 % осіб у віці 65 років та старших.
Цивільне працевлаштоване населення становило 827 осіб. Основні галузі зайнятості: освіта, охорона здоров'я та соціальна допомога — 36,5 %, мистецтво, розваги та відпочинок — 10,2 %, роздрібна торгівля — 7,3 %, фінанси, страхування та нерухомість — 7,1 %.